# Horten (warenhuis)
Horten was een Duitse warenhuisketen opgebouwd door Helmut Horten (1907-1987). Horten was als warenhuis in Duitsland actief tussen 1936 en 2004.

## Geschiedenis
In 1936 nam Helmut Horten, die tot dan toe bij Kaufhof werkte, Textilkaufhaus Gebr. Alsberg in Duisburg over en in de daaropvolgende jaren werden warenhuizen overgenomen in Wattenscheid, Bielefeld, Gevelsberg, Königsberg, Marienburg en Marienwerder. 
In 1953 werden de filialen van Kaufhaus Schocken, die sinds 1939 onder de naam Merkur handelden, overgenomen.
Een jaar later, in 1954, werd Emil Köster AG overgenomen. Deze onderneming had 19 warenhuis-filialen onder de naam DeFaKa (Deutsches Familien-Kaufhaus).
In 1961 werden alle bedrijven samengebracht onder de naam Horten en in 1968 werd de onderneming omgezet in een AG (= NV). Op dat moment waren er 51 filialen met zo'n 29.000 medewerkers.
In 1965 had het concern met 50 vestigingen (onder de namen Merkur, Horten en DeFaKa) een omzet bereikt van 1,5 miljard D-mark.
In 1991 werd samen met het Verband der Konsumgenossenschaften, de eigenaar van de Konsument-warenhuizen in de voormalige DDR, de onderneming Horten-Konsument GmbH opgericht. Hierin werden warenhuizen ondergebracht in Leipzig, Potsdam, Cottbus, Jena, Plauen, Gera, Gotha en Weimar. 
In 1991 nam Kaufhof AG een belang van 7% in Horten AG. In 1994 volgde een uitbreiding van het belang van Kaufhof naar 75%, waarna een volledige overname volgde. De laatste Horten-filialen werden in 2004 omgebouwd naar een Kaufhof-filiaal.

## Voormalige filialen
- Aken, Komphausbadstraße 10 (in 1998 gerenoveerd en omgedoopt tot Lust for Life);
- Andernach, Hochstraße 80 (omgedoopt tot J.Gg.Rupprecht)
- Augsburg, Bürgermeister-Fischer-Straße 1 (in 1987 gesloten)
- Baden-Baden, Lange Straße 44 (omgedoopt tot J.Gg. Rupprecht)
- Bergheim, Südweststraße 13 (omgedoopt tot J.Gg. Rupprecht)
- Berlijn, Anton-Saefkow-Platz 8 (voormalig Konsument-warenhuis, in 1995 omgedoopt tot Kaufhof)
- Berlijn, Senftenberger Ring (in 1974 overgenomen van Otto en in 1988 gesloten)
- Bielefeld, Stresemannstraße 11 (omgedoopt tot Galeria Kaufhof)
- Bochum, Alter Markt 6 (omgedoopt tot J.Gg. Rupprecht)
- Bochum-Wattenscheid, Alter Markt 6 (omgedoopt tot J.Gg. Rupprecht)
- Braunschweig, Bohlweg 72 (gebouwd in 1972–1974, later omgedoopt tot Galeria Kaufhof)
- Bremen, Papenstraße 5 (op de locatie van het voormalige Lloyd-gebouw, geopend in 1972 en later omgedoopt tot Galeria Kaufhof)
- Bremerhaven, Bürgermeister-Smidt-Straße 10 (in 1999 gesloten)
- CottbusAugust-Bebel-Straße 2 (dit was een Horten konsument-filiaal, dat later werd omgedoopt tot Galeria Kaufhof)
- Dessau , Franzstraße (dit was een Horten konsument-filiaal, dat werd gesloten in 1995)
- Dortmund, Kampstraße 35–37 (in 1993 gesloten)
- Duisburg, Königstraße, (eerste tijdens de Arisering verkregen warenhuis, later omgedoopt tot Karstadt)
- Duisburg, Düsseldorfer Straße 32–36 (in 1958 gebouwd als prototype voor de Merkur warenhuizen. In 1965 werd het filiaal verbouwd, waarbij de oppervlakte verdubbelde, werd het filiaal omgedoopt tot Horten. Later omgedoopt tot Galeria Kaufhof)
- Duisburg-Marxloh, August-Bebel-Platz 20 (omgedoopt tot J.Gg. Rupprecht)
- Düsseldorf, Berliner Allee 52 (gebouwd van 1964–1966)
- Düsseldorf, Heinrich-Heine-Allee 1 (het voormalige Carsch-Haus dat in 1915 werd geopend. Het warenhuis werd in 1979 gesloten en op 27 september 1984 heropend door Horten onder de naam Carsch-Haus)
- Erlangen, Nürnberger Straße 30, (Laatste Merkur-warenhuis en tevens 50e filiaal in de Horten-groep. Een van de laatste Horten-filiaal dat in 2004 werd omgedoopt tot Galeria Kaufhof)
- Essen, Kettwiger Straße 1a, (voormalig 'DeFaKa'-filiaal, het gebouw uit de jaren 1920 is afgebroken en in 1978 vervangen door nieuwbouw. Omgedoopt tot Galeria Kaufhof)
- Frankfurt am Main, Hessen-Center (in 1974 van Otto overgenomen en in 1978 gesloten)
- Frankfurt (Oder), Heilbronner Straße 30 (gesloten)
- Gera, Sorge 23 (gesloten. Dit was het eerste warenhuis van HERTIE)
- Gevelsberg, Mittelstraße 27 (voormalig Merkur-warenhuis en later omgedoopt tot J.Gg. Rupprecht)
- Gotha, Erfurter Straße (Vpprmalig Horten-Konsument-filiaal, gesloten in 1995)
- Gießen, Bahnhofstraße 9 (tot 2003 de laatste Galeria Horten, daarna omgedoopt tot Galeria Kaufhof)
- Günthersdorf, Merseburger Straße 17 (in het Einkaufszentrum „Saale Park“, gesloten)
- Hagen, Friedrich-Ebert-Platz 1 (gesloten)
- Halle (Saale), Große Ulrichstraße 59, (In 1991 werden drie Konsument-warenhuizen aan de Markt overgenomen. Na de overname door Kaufhof werd een nieuwbouw gerealiseerd en werden de drie warenhuizen gesloten)
- Hamburg-Eidelstedt (In 1974 van Otto overgnomen en als warenhuis onder de naam Hanse SB actoef gebleven tot het op 31 mei 1989 werd gesloten)
- Hamburg, Mönckebergstraße 1 (omgedoopt tot Lust for Lufe (van 1999 tot 2001))
- Hamburg-Poppenbüttel, Heegbarg (In 1974 overgenomen door Otto)
- Hamburg-Wandsbek, Wandsbeker Marktstraße 103 (gesloten in 1988)
- Hamm (Westfalen), Willy-Brandt-Platz. (geopend in 1970 en in 2002 gesloten)
- Hannover, Seilwinderstraße 8 (geopend in 1975 en later omgedoopt tot Galeria Kaufhof)
- Heidelberg, Bismarckplatz 1 (in 1988 de eerste Galeria Horten en later omgedoopt tot Galeria Kaufhof)
- Heidenheim an der Brenz, Karlstraße 12 (omgedoopt tot J.Gg. Rupprecht)
- Heilbronn, Fleiner Straße 15 (omgedoopt tot Galeria Kaufhof)
- Hildesheim, Almsstraße 41 (omgedoopt tot Galeria Kaufhof)
- Ingolstadt, Ludwigstraße 29 (na de overname omgedoopt tot Galeria Kaufhof)
- Jena, Inselplatz (dit was een Horten-Konsument-filiaal. Gebouwd vanaf 1987 en in 1990 geopend)
- Kempen, Hessenring 25 (gesloten)
- Kempten (Allgäu), Residenzplatz 2 (omgedoopt tot Galeria Kaufhof)
- Krefeld, Ostwall 170–180 (geopend in 1964[2], een van de laatste Horten-filialen, in 2004 omgedoopt tot Kaufhof)
- Leipzig, Richard-Wagner-Straße 20 (dit was een Horten-Konsument-filiaal. gesloten in 2001. Door de aluminium gevelbekleding werd het de Blechbüchse genoemd.)
- Leipzig-Lindenau, hoek Karl-Heine Strasse en Josephstrasse (dit was een Horten-Konsument warenhuis)
- Leipzig, Paunsdorfer Allee 1 – Paunsdorf-Center (later omgedoopt tot Galeria Kaufhof)
- Ludwigshafen, Bismarckstraße 63 (in 2004 omgedoopt tot Kaufhof)
- Lübeck, „Am Holstentor“ (rond 1980 was dit filiaal gepland[3], maar het werd nooit gebouwd)
- Mannheim, N7 2a-4 (dit was het voormalige Kaufhaus Vetter, na de overname van Horten door Kaufhof werd het filiaal omgedoopt tot Galeria Kaufhof)
- Marburg, Gutenbergstraße (geopend in april 1975[4])
- Pirmasens, Hauptstraße (geopend in 1958 als Merkur-warenhuis[5], omgedoopt tot J.Gg. Rupprecht)
- Plauen, Postplatz 5–6 (dit was een Horten-Konsument-filiaal, op 18 december 2000 gesloten)
- Potsdam, Brandenburger Straße (dit was een Horten-Konsument-fiiaal, in 1996 gesloten na een brand)
- Recklinghausen, Löhrhof 5 (in het Löhrhof-Center, geopend op 2 september 1975[6] in 1982 omgedoopt tot Hanse SB)
- Regensburg, Neupfarrplatz 8 (later omgedoopt tot Galeria Kaufhof)
- Reutlingen, Karlstraße 20 (later omgedoopt tot Galeria Kaufhof)
- Schwäbisch Gmünd, Ledergasse 44 (in 2000 gesloten)
- Schweinfurt, Anton-Niedermeier-Platz 13 (later omgedoopt tot Galeria Kaufhof)
- Stuttgart, Eberhardstraße 28 (later omgedoopt tot Galeria Kaufhof)
- Stuttgart, Marienstraße (gesloten en omgebouwd tot winkelpassage en kantoren)
- Stralsund (voormalig stamhuis van Wertheim. Dit was een Horten-Konsument-filiaal dat in 1994 werd gesloten)
- Sulzbach, Main-Taunus-Zentrum (later omgedoopt tot Galeria Kaufhof)
- Trier, Fleischstraße (later omgedoopt tot Galeria Kaufhof)
- Ulm, Bahnhofstraße 5 (later omgedoopt tot Galeria Kaufhof)
- Weimar, Schillerstraße (gesloten in 1995)
- Wetzlar, (Horten-Extra van 1988–1993, in 1993 verkocht aan Kaufring en omgedoopt tot J. Gg.Rupprecht)
- Wiesbaden, Kirchgasse 28 (vanaf 1985 onder de naam Carsch-Haus en later omgedoopt tot Galeria Kaufhof)
- Witten, Bahnhofstraße 5 (omgedoopt tot Galeria Kaufhof)
- Worms, Am Römischen Kaiser 1 (Horten-Extra filiaal van 1988-1993, in 1993 verkocht aan Kaufrind en omgedoopt tot J.Gg. Rupprecht)
- Wuppertal, Erholungsstraße (tot 1963 als DeFaKa en na een verbouwing en een uitbreiding van de verkoopvloeroppervlakte omgedoopt tot Horten. In 1975 verkocht aan Cramer & Meermann)
- Zwickau, Hauptstraße 7–11 (Dit was een Horten-Konsument-filiaal, gesloten)